# Polyscias cissodendron
Polyscias cissodendron är en araliaväxtart som först beskrevs av Charles Moore och F.Muell., och fick sitt nu gällande namn av Hermann Harms. Polyscias cissodendron ingår i släktet Polyscias och familjen Araliaceae. Inga underarter finns listade.